# Lista de técnicas do jiu-jitsu
Essa é uma lista de técnicas do jiu-jitsu.
Ao todo são cerca de 180 técnicas diferentes, sendo que se contabilizado as variações de cada técnica o total de técnicas chega próximo a 1800 técnicas, divididas em técnicas traumatizantes (socos e chutes), desequilibrantes (quedas) e de solo.

## Quedas
Ukemi-Waza
uchi mata
Mae-Ukemi
Yoko-Ukemi
Osoto Gari
Morote Gari
Ippon Seoi Nage
Ushiro-Ukemi
Tobi-Mae-Ukemi

## Técnicas traumatizantes
Atemi waza
Suki
| Empi         | Gedan Suki    | Gyaku-Suki   | Haito       | Hirabassami  | Hiraken       |
| Jodan Suki   | Mawashi-Shuto | Mawashi-Suki | Morote-Suki | Nihon-Nukitê | Nukite        |
| San-Bom-Suki | Tati-Suki     | Tchudan-Suki | Tensho      | Ura-Suki     | Uraken-Tetsui |
| Yama-Suki    | Yoko-Suki     |              |             |              |               |

Gueri
| Fumikomi          | Gedan-Gueri    | Hiza-Gueri          | Kansetsu-Gueri | Keniage              | Kingueri           |
| Mae-Gueri         | Mae-Tobi-Gueri | Mawashi Gueri       | Nidan-Gueri    | Tensho-Mawashi-Gueri | Timo-Mawashi-Gueri |
| Ura-Mawashi-Gueri | Ushiro-Gueri   | Ushiro-Kakato-Gueri | Yoko-Gueri     | Yoko-Tobi-Gueri      |                    |

Uke
| Gedan-Barai     | Gedan-Tensho-Uke | Guedan-Shuto-Uke  | Jodan-Age-Uke    | Jodan-Hiza-Uke | Juji-Uke  |
| Kake-Uke        | Kalkuto          | Mawashi-Uke       | Mika-Suki-Gueri  | Morote-Uke     | Shuto-Uke |
| Thudan-Yoko-Uke | Thudan-Haito-Uke | Thudan-Sasari-Uke | Thudan-Yoko-Uthi |                |           |

## Técnicas de arremesso
Nage waza
| Tatte-Hishigui |

Tachi-Waza
Te-Waza
| Eri-Seoi-Nague | Ipon-Seoi-Nague        | Kata-Guruma | Kushiki-Taoshi | Kuzure-Kata-Guruma | Sasae-Tsuri-Komi-Ashi |
| Seoi-Nague     | Seoi-Nague-Shizamasuki | Seoi-Otoshi | Sode-Guruma    | Tai-Otoshi         | Te-Guruma             |
| Yama-Arashi    |                        |             |                |                    |                       |

Koshi-Waza
| Hane-Goshi      | Harai goshi           | Koshi guruma | Koshi nague | Obi-Harai-Goshi | O-Goshi |
| Seoi-Hane-Goshi | Sode-Tsuri-Komi-Goshi |              |             |                 |         |

Ashi-Waza
| De-Ashi-Barai | Hiza guruma | Kami hassami   | Ko-Uchi-Gari | Nidan-Gake | O-soto-gari |
| O-Soto-Guruma | O-Uchi-Gari | Seoi-Uchi-Mata | Uchi-Mata    |            |             |

Sutemi-Waza
Mae-sutemi-Waza
| Tawara-Gaeshi | Sumi-Gaeshi | Tomoe-Nague | Ushiro-Ura-Nague |  |  |

Yoko-sutemi-Waza
| Harai-Makikomi    | Ko-Uchi-Gake-Makikome   | Obi-Otoshi    | O-Soto-Makikomi | Tani-Otoshi | Tobi-Juji-Gatame       |
| Tobi-Sankaku-Jime | Tobi-Tatte-Shiro-Gatame | Uchi-Makikomi | Yoko-Gake       | Yoko-Otoshi | Yoko-Tomoe-Juji-Gatame |
| Yoko-Wakare       |                         |               |                 |             |                        |

## Técnicas de solo
Katame waza ou Ne waza
Ossaekomi-Waza ou Ossae-Waza
| Hon-Keza-Gatame    | Kami-Shiho-Gatame | Makurá-Kesa-Gatame | Shimô-Shirô-Gatame | Tatte-Shiro-Gatame | Ushiro-Kesa-Gatame |
| Ushiro-Kubi-Gatame | Yoko-Shiho-Gatame |                    |                    |                    |                    |

Jime waza ou Shime waza
| Ashi-Jime        | Atama-Jime      | Gyaku-Juji-Jime | Hadaka jime    | Haisoku-Jime        | Higi-Jime      |
| Hirakem-Jime     | Hiza-Jime       | Jikoku-Jime     | Kata-Ha-Jime   | Kata-Jime           | Kata-Juji-Jime |
| Nami-Juji-Jime   | Nidan-Sode-Jime | Niguiri-Jime    | Okuri-Eri-Jime | Sankaku-Jime        | Shuto-Jime     |
| Sode-Guruma-Jime | Tatte-Eri-Jime  | Tsukomi-Jime    | Ude-Niguire    | Ushiro-Sankaku-Jime |                |

Kansetsu waza
| Ashi-Garami | Ashi-Hishigui     | Hassame-Hishigi   | Juji gatame          | Kakato-Hishigi | Katagatame                  |
| Kubi-Gatame | Nihon-Kata-Gatame | Nihon-Ude-Gatame  | Sankaku-Ashi-Hishigi | Sankaku-Gatame | Tatte-Sankaku-Ashi-Hishigue |
| Ude-Garami  | Ude-Gatame        | Ushiro-Doo-Gatame | Ushiro-Ude-Garami    |                |                             |

## Jiu-jitsu tradicional x Jiu-jitsu brasileiro
Abaixo uma relação de nomes das técnicas utilizadas no jiu-jitsu brasileiro e tradicional.
| Jiu-Jitsu brasileiro | Jiu-Jitsu tradicional   |
| Armlock              | Ude Hishigi Juji Gatame |
| Triangulo            | Sankaku Juji Jime       |
| Chave Kimura         | Gyaku Ude Garami        |
| Americana            | Ude Garami              |
| Ezequiel             | Sode Guruma Jime        |
| Mata-leão            | Hadaka jime             |
| Relógio              | Koshi Jime              |
| Baiana               | Morote Gari             |
| Omoplata             | Ashi Garami             |
| Guilhotina           | Tate Hishigi            |
| Guilhotina na Guarda | Giaku hishigi           |
| Tesoura              | Kami Basami/Kani Garami |
| Chave de Pé          | Ashi Dori Garami        |
| Gogoplata            | Kakato Jime             |